# 1984 год в музыке

## События
- В Зал Славы сочинителей песен были включены Бенни Бенджамин, Билли Стрэйхорн, Генри Манчини, Эл Хоффман, Масео Пинкард, Нил Даймонд, Норман Гимбел, Ричард Адлер и Джордж Дэвид Уайсс.
- В связи с распадом Thin Lizzy, Фил Лайнотт создал новую группу Grand Slam.
- Образована шведская дум-метал группа Candlemass.
- Воссоединилась группа Deep Purple в своём классическом составе.
- Фактически прекратила своё существование группа Rainbow, но официально о роспуске было объявлено в 1986 году.
- Вокалист советской рок-группы «ДК» Евгений Морозов был обвинён в спекуляции и получил пять лет исправительной колонии.
- Алла Пугачёва выпустила новую сольную концертную программу «Пришла и говорю» и двойную пластинку «Alla Pugatjova. Soviet Superstar» (фирма «Track Music», Швеция) для продажи в странах Скандинавии. Эта пластинка представляет собой сборник лучших песен Пугачёвой, записанных в СССР в период с 1975 по 1984 годы. По итогам финского музыкального журнала "Suosiki" этот двойной диск-гигант Пугачёвой занял второе место, пропустив вперёд лишь пластинку Майкла Джексона "Thriller" 1982 года выпуска, и обогнав альбомы таких звёзд как Тина Тёрнер, Демис Руссос и Дайана Росс. В результате чего в конце декабря представители фирмы «Track Music» в Хельсинки наградили Аллу Пугачёву «Золотым диском».
- Крис де Бург выпустил седьмой номерной альбом «Man on the Line».
- Бенни Андерссон, Бьёрн Ульвеус и Тим Райс выпустили двойную пластинку с записью мюзикла «Шахматы», театральная премьера которого состоялась два года спустя, в 1986 году в Лондоне.
- Дин Рид на фирме грамзаписи «AMIGA» (ГДР) выпустил свой двенадцатый номерной альбом «Es Gibt Eine Liebe, Die Bleibt».

## Хронология

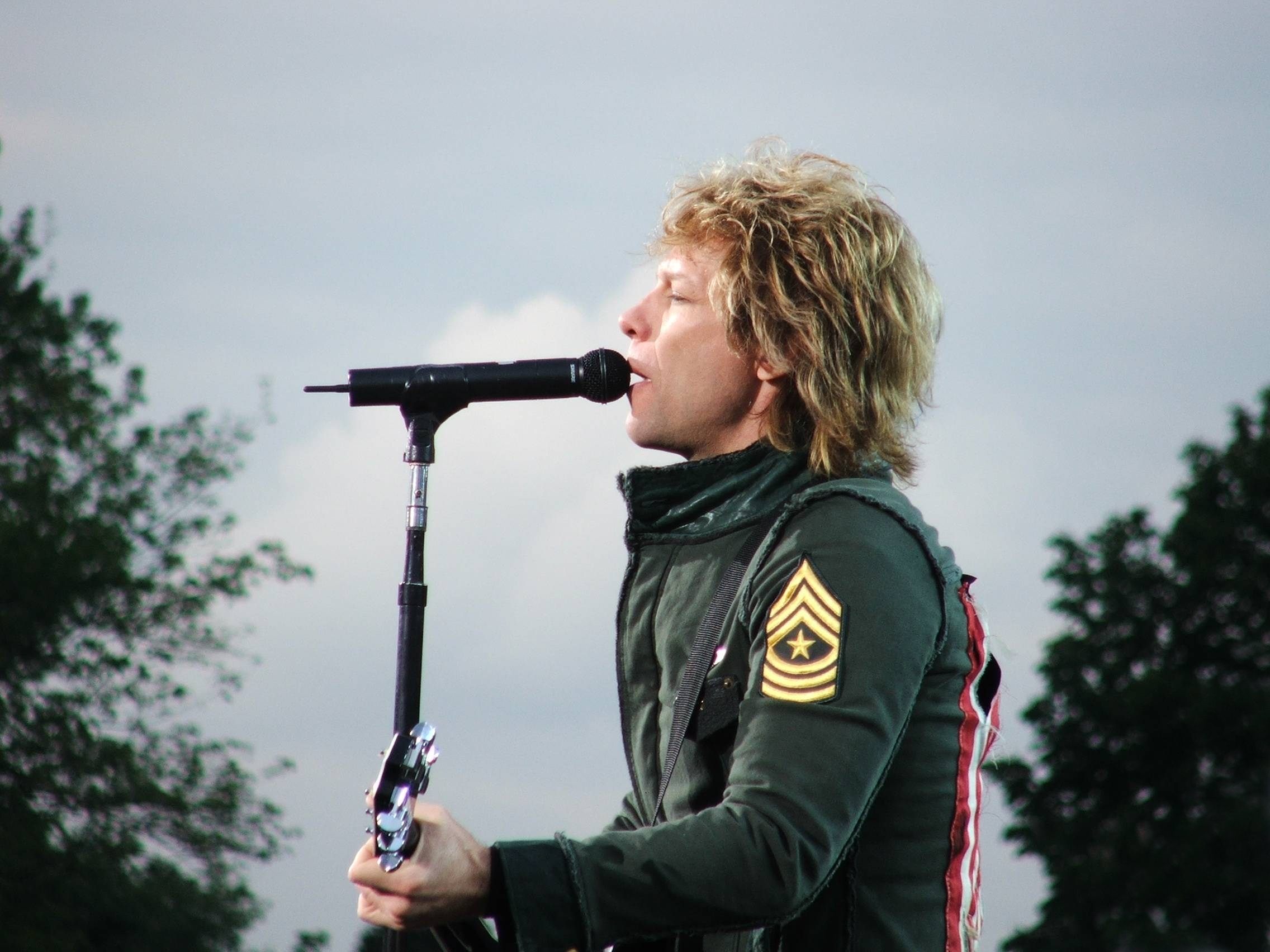
Дебют Бон Джови

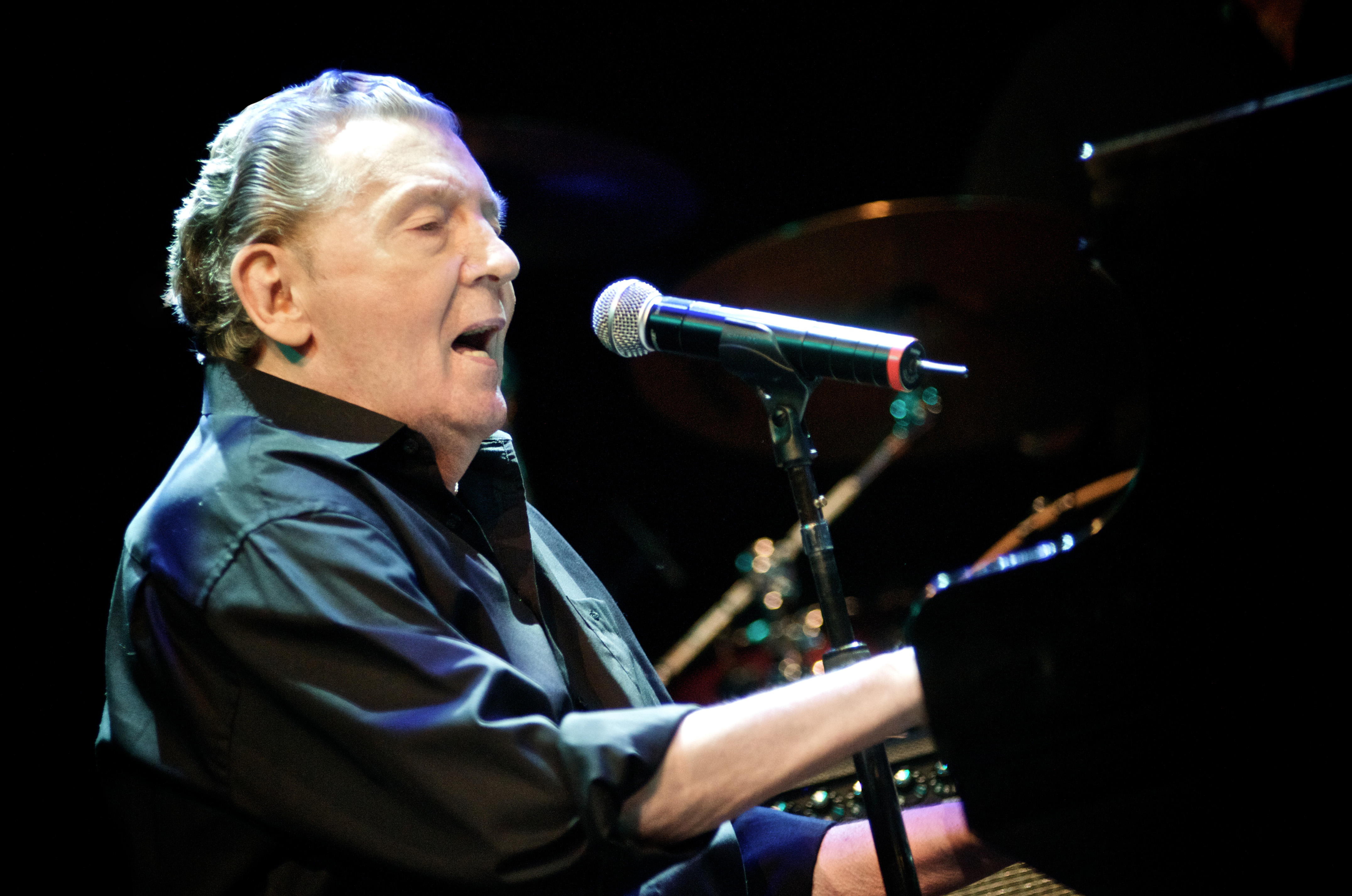
Джерри Ли Льюис попал под суд

- 1 января — Британский блюзмен Алексис Корнер скончался в Лондоне от рака лёгких в возрасте 55 лет.
- 4 января — Барабанщик The Beach Boys Деннис Уилсон был погребён в море близ Калифорнийского побережья сотрудниками службы береговой охраны США. На траурной церемонии похорон звучала его песня Farewell, My Friend с единственного сольного альбома Pacific Ocean Blue.
- 4 января - вышел девятый студийный альбом группы Judas Priest - Defenders of the Faith.
- 13 января — Участник рок-группы «Россияне» Георгий Ордановский пропал без вести.
- 19 января — У Стинга и его гражданской жены Труди Стайлер родилась дочь Бриджет Майкл (также известная как «Мики»).
- 20 января — Исландская джаз-фанк-фьюжн группа Mezzoforte выступила с концертной программой в лондонском клубе Marquee.
- 21 января — Американский соул и ритм-энд-блюзовый исполнитель Джеки Уилсон умер от пневмонии в госпитале штата Нью-Джерси. В течение восьми лет и четырёх месяцев (с 25 сентября 1975-го года) он пребывал в состоянии комы, в результате перенесённого им тяжёлого сердечного приступа, случившегося во время концертного выступления.
- 22 января — Эстрадный исполнитель Барри Манилоу спел национальный гимн США перед 18-м по счету матчем за «Супербоул», проходившем в городе Тампа (шт. Флорида).
- 27 января — Несчастный случай произошёл с Майклом Джексоном на съёмках рекламы Pepsi, проходивших на концертной площадке Shrine Auditorium в Лос-Анджелесе. Предполагалось, что пиротехнический взрыв произойдёт когда Майкл спустится со ступенек, однако это случилось раньше запланированного, в результате чего у Джексона загорелись волосы на голове.
  - Находясь под воздействием алкоголя и снотворных, вокалистка блюз-рок-группы Zephyr Кэнди Гивенс утонула в ванной.
- Февраль — Оззи Осборн попал в больницу после съёмок видеоклипа «So Tired». По сюжету клипа зеркало, перед которым сидит Осборн, должно было неожиданно взорваться. В результате мелкие осколки стекла попали ему в горло причинив болезненные порезы.
- 6 февраля-7 февраля — «Soft Cell» выступили с последними двумя концертами в Hammersmith Odeon и вскоре после этого группа распалась.
- 14 февраля — В День святого Валентина (в городе Сидней, Австралия) английский рок-певец, композитор и пианист Элтон Джон женился на студийном инженере, немке по происхождению, Ренате Блауэл, но спустя 4 года они развелись. В этот же день бывшие участники рок-группы «Aerosmith» Джо Перри (соло-гитара) и Брэд Уитфорд (ритм-гитара) побывали на концерте своих коллег, а через два месяца были вновь официально приняты в состав коллектива.
- 16 февраля — Джерри Ли Льюис сдаётся федеральным властям по обвинению в уклонении от уплаты подоходного налога. Позже он был оправдан.
- 24 февраля - У «Europe» вышел второй студийный альбом «Wings of Tomorrow».
- 27 февраля — У «Queen» вышел одиннадцатый студийный альбом «The Works».
- 28 февраля — На концертной площадке Shrine Auditorium в Лос-Анджелесе состоялась 26-я ежегодная церемония вручения наград «Грэмми». Победы в 4-х главных номинациях одержали: Куинси Джонс и Майкл Джексон (в номинациях «Запись года» и «Альбом года» за песню «Beat It» и альбом «Thriller»), Стинг (в номинации «Песня года» за композицию «Every Breath You Take») и «Culture Club» («Лучший новый исполнитель»). Майкл Джексон установил своеобразный рекорд получив аж 8 премий на протяжении шоу.
- 29 февраля — Образована немецкая индастриал-метал-группа «KMFDM».
- Март — Элис Купер, не проводивший концертных туров в поддержку двух своих последних альбомов, разрывает долгосрочный контракт с лейблом Warner Bros. и на время уходит из музыкального бизнеса. Выпуск своего последующего альбома был запланирован им на 1986-й год.
- 1 марта — Стинг проводит последние совместные концерты с «The Police», завершая тем самым тур в поддержку альбома «Synchronicity». Официального заявления о распаде группы не последовало, но она фактически прекратила своё существование за исключением некоторых редких концертов. В 2007-м году был организован так называемый воссоединительный тур (проходивший с 28-го мая 2007-го по 7-е августа 2008-го).
- 2 марта — В США состоялась премьера «рокументального» (от слова «рок») фильма «Это — Spinal Tap» о полувымышленной хард-рок-группе.
  - У Мика Джаггера и его супруги Джерри Холл родился первый ребёнок — дочь Элизабет Скарлетт.
- 8 марта — Альбом «Scorpions» «Blackout» получил статус «Платинового диска», а их предыдущая пластинка «Animal Magnetism» стала «золотой».
- Американская рок-группа Twisted Sister выпустила альбом «Stay Hungry»
- 13 марта — «The Cars» выпустили пятый студийный альбом «Heartbeat City» ставший впоследствии четырежды платиновым. Бывший менеджер «The Velvet Underground» Энди Уорхол срежиссировал клип на песню «Hello Again» и сыграл в нём небольшую роль бармена. Видеоклип на сингл «Drive» был срежиссирован популярным актёром Тимоти Хаттоном, а снявшаяся в нём супермодель и актриса Полина Поризкова через пять лет вышла замуж за лидера коллектива Рика Окасека.
- 18 марта — скандальный концерт группы «Браво» в ДК Мосэнерготехпром, закончившийся задержанием музыкантов милицией.
- 22 марта — В день своего 36-летия Эндрю Ллойд Уэббер женился на оперной певице Саре Брайтман.
- 27 марта — В Лондоне состоялась премьера рок-мюзикла Эндрю Ллойда Уэббера «Звёздный Экспресс».
  - У «King Crimson» вышел десятый студийный альбом «Three of a Perfect Pair» — заключительная часть так называемой «нововолновой» трилогии.
- 31 марта — The Ventures дали концерт в Doc Severinsen’s Music Showplace (Оклахома-Сити, штат Оклахома), выпущенный впоследствии на DVD в 2003-м году.
- 1 апреля — в Лос-Анджелесе, штат Калифорния, за день до своего 45-летия, во время семейной ссоры со своим отцом был убит выстрелом из пистолета американский ритм-энд-блюзовый певец Марвин Гей.
  - На телеканале MTV вышел первый выпуск комедийной музыкальной передачи «Странного» Эла Янковича Al TV.
- 26 апреля — В возрасте 79 лет в городе Голливуд, штат Флорида, от рака поджелудочной железы умер американский джазовый пианист и органист Уильям «Каунт» Бэйси.
- 30 апреля — Второй альбом «Странного» Эла Янковича «"Weird Al" Yankovic in 3-D» получил статус «Золотого диска».
- Май — Джон Лорд ушёл из «Whitesnake» и примкнул к вновь воссоединившейся группе «Deep Purple».
- 1 мая — Барабанщик «Fleetwood Mac» Мик Флитвуд заявил о собственном банкротстве.
- 5 мая — Вокалистка и гитаристка рок-группы «The Pretenders» Крисси Хайнд вышла замуж за лидера группы «Simple Minds» Джима Керра. Тем временем, в Люксембурге на Конкурсе песни Евровидение 1984 Гран-При получило шведское трио Herreys («Херрис»), победившее с песней «Diggi-Loo, Diggi-Ley».
- 4 июня — Брюс Спрингстин выпустил свой самый успешный альбом «Born in the U.S.A.».
- 8 июня — Билли Джоэл выступил с концертом на Арене Уэмбли в Лондоне, здании расположенном напротив стадиона «Уэмбли». Трансляция этой записи была вскоре показана на BBC Television в двух частях.
- 14 июня — В честь 23-летия со дня рождения вокалиста «Culture Club» Боя Джорджа его восковая фигура была выставлена в лондонском музее Мадам Тюссо.
- 16 июня-11 августа — Нью-вейв команда «Frankie Goes to Hollywood» проводят девять недель подряд на вершинах британских чартов с песней «Two Tribes».
- 18 июня — Концерт «Judas Priest» в Madison Square Garden пошёл насмарку, когда в разгаре выступления фанаты стали выдирать подушки-сиденья с кресел и швырять их на сцену. Музыканты оплатили убытки посредством страховки, но в связи с этим инцидентом группе навсегда запретили выступать в Медисон-сквер-гарден.
- 20 июня — В Лос-Анджелесе прошла премьера музыкального фильма «Горный хрусталь» с Долли Партон и Сильвестром Сталлоне в главных ролях. В небольших эпизодических ролях музыкантов вымышленной кантри-группы «Rhinestone House Band» были задействованы Джои Скарбури (скрипка) и Лиланд Склар (бас-гитара).
- 22 июня — У Aerosmith начинается тур Back in the Saddle, приуроченный к возвращению в группу Брэда Уитфорда и Джо Перри.
- 23 июня — У советской рок-группы «Кино» вышел третий студийный альбом «Начальник Камчатки».
- 26 июня — Певец и игрок на укулеле Тайни Тим женился на Джэн Олвейз.
- Июль — Джимми Пейдж и Пол Роджерс основали супергруппу «The Firm».
- 1 июля — Во время выступления на самом первом христианском рок-фестивале Cornerstone проходившим в Грэйслэйке, штат Иллинойс, певец Стив Тейлор неудачно спрыгнул со сцены и сломал лодыжку. Несмотря на это он всё же вернулся на сцену и закончил представление, однако последующие несколько концертов прошедших в ходе его турне, Стив исполнил находясь в инвалидном кресле.
- 4 июля — В Санта-Монике погиб Джимми Сфирис (музыкант, работавший в жанрах джаз-рока и нью-вейва, а также брат известного кинорежиссёра Пенелопы Сфирис) в результате столкновения его мотоцикла с фургоном. Как оказалось позже, водитель грузовика Брюс Бёрнсайд находился в состоянии алкогольного опьянения.
- 6 июля — «The Jacksons» открыли свой североамериканский тур «Victory Tour '84» концертом на Эрроухед Стэдиум в Канзас-Сити (штат Миссури).
- 7 июля — Фрэнки Вэлли женился на Рэнди Клохесси.
- 10 июля — Рики Мелендес, последний оригинальный участник мальчуковой группы «Менудо» заменён Рики Мартином. Тем временем, так называемая «Менудомания» охватывает Азию.
  - На MTV прошёл премьерный показ клипа на песню Брюса Спрингстина «Dancing in the Dark» (режиссёр Брайан Де Пальма). В роли девушки-фанатки, которую Спрингстин вызвал на сцену потанцевать, снялась 20-летняя Кортни Кокс.
- 14 июля — Эдди Ван Хален принял участие в концерте группы «The Jacksons» в качестве приглашённого гитариста (с непосредственным участием Майкла Джексона в роли основного вокалиста), проходившего в Далласе, штат Техас. Эдди исполнил своё знаменитое гитарное соло к песне «Beat It» «живьём».
- 21 июля — группа «Status Quo» проводит заключительный концерт прощального тура «End of the Road» в Milton Keynes Bowl.
- 26 июля — «The Hooters» подписали свой первый крупный контракт с «Columbia Records».
- 27 июля — Премьера в США и Великобритании музыкального фильма «Пурпурный дождь» с Принсем в главной роли. В 1990-м году выйдет сиквел фильма под названием «Мост граффити».
- 27 июля _ вышел второй студийный альбом группы «Metallica» «Ride the Lightning»
- 4 августа — Фил Коллинз женился на школьной учительнице Джилл Тавелман.
- 9 августа — Концертом в Варшаве начали своё мировое турне «World Slavery Tour» «Iron Maiden», с последовавшими вскоре затем выступлениями в Венгрии и Югославии. Примечательно, что польский концерт стал для группы первым, проведённым ими за так называемым «железным занавесом».
- 12 августа — Лайонел Ричи выступил на церемонии закрытия Летних Олимпийских игр в Лос-Анджелесе, проходившей на стадионе Los Angeles Memorial Coliseum. В шоу приняло участие огромное количество брейкдансеров, а сам музыкант исполнил песню «All Night Long (All Night)».
  - Гитарист Ленни Брю был найден мёртвым в плавательном бассейне своего дома в Лос-Анджелесе. Следствие установило, что смерть наступила в результате удушения.
- 25 августа — Кэтлин Бэттл выступила с сольным концертом на Зальцбургском фестивале.
- 26 августа — В ходе шестимесячного мирового турне «20th Anniversary World Tour» Фрэнк Заппа выступил с концертом «Does Humor Belong In Music?» в Нью-Йорке.
- 27 августа — У британского коллектива «Depeche Mode» вышел четвёртый студийный альбом «Some Great Reward». Сингл «People Are People» становится первым большим хитом группы в Америке.
- 31 августа (по другим данным 1 сентября) — Запущен канадский музыкальный видеоканал MuchMusic. Первым видеоклипом, показанным в эфире канала стал «The Enemy Within (Part I of Fear)» трио Rush.
- 4 сентября — Альбом Джона Уэйта «No Brakes» получил статус «Золотого диска».
- 7 сентября — Певица и актриса Джанет Джексон сбежала из дома со своим другом, певцом R&B Джеймсом ДеБарджем и вышла за него замуж. Однако вскоре они развелись, их брак был аннулирован в середине 1985 года.
- 11 сентября — Кантри-певица Барбара Мандрелл серьёзно пострадала во время лобового столкновения с автомобилем на шоссе в штате Теннесси. Она вернулась на сцену, но для этого ей потребовалось более полутора лет для полной реабилитации здоровья. Позже, в одном из интервью, Мандрелл призналась, что этот инцидент заставил её по-другому взглянуть на свою жизнь: с тех пор она больше времени проводит в окружении семьи, заметно снизила число концертов и стала реже записываться в студии.
- 12 сентября — У соул-композитора Ламонта Дозьера родился сын Пэрис Рэй.
- 14 сентября — В Нью-Йорке, в Радио-Сити Мюзик-холле состоялась первая ежегодная церемония MTV Video Music Awards, ведущими события были Дэн Эйкройд и Бетт Мидлер. Исполнителем, получившим наибольшее количество наград стал Херби Хэнкок (пять штук), а группа «The Cars» победила в номинации «Видео года» с клипом «You Might Think». Приз за «Лучшее мужское видео» был вручён Дэвиду Боуи за клип «China Girl», победу в номинации «Лучшее женское видео» одержала Синди Лаупер с роликом «Girls Just Want to Have Fun», а в номинации «Лучший новый артист» победил британский дуэт Eurythmics с видео на песню «Sweet Dreams (Are Made of This)».
- 21 сентября — В городе Тер Хот, штат Индиана открывается первый в Северной Америке завод по изготовлению компакт-дисков. До этого CD импортировались из Японии. Первым диском произведённым на территории Соединённых Штатов стал альбом Брюса Спрингстина «Born in the U.S.A.».
- 1 октября — Альтернативная рок-группа «The Jesus and Mary Chain» выпустила в свет свой первый сингл «Upside Down».
- 4 октября — На следующий день после своего 30-летия Стиви Рэй Вон отыграл концерт в «Карнеги-холле».
- 19 октября — Начало музыкальной карьеры норвежской синти-поп-группы «a-ha» ознаменовано выходом сингла «Take On Me» в Великобритании.
- 23 октября — Премьера в США (в Австралии — 8 ноября, в Великобритании — 28 ноября) музыкального фильма «Передай привет Брод-стрит» с участием таких звёзд, как Пол Маккартни, Линда Маккартни, Ринго Старр и Барбара Бах. Также в роли (камео) можно увидеть вокалиста 10cc Эрика Стюарта.
- 26 октября — Премьера в США эротического детектива «Подставное тело». Вокалист «FGTH» Холли Джонсон принял участие в съёмках фильма исполнив роль самого себя. Съёмочный материал с участием Крейга Уоссона и Мелани Гриффит в дальнейшем был использован для третьей версии видеоклипа «Relax».
- 27 октября — «Телерадиовещательная система Тёрнера» («Turner Broadcasting System», сокращённо «TBS») запускает новый музыкальный канал Cable Music Channel, который, как предполагалось, составит достойную конкуренцию MTV. Первым видеоклипом, показанным в эфире канала стал «I Love L.A.» Рэнди Ньюмана. Телеканал не смог одержать победу в неравной борьбе с конкурентами и, просуществовав всего 34 дня, закрылся 30 ноября. Последним показанным клипом был «Head over Heels» девчачьей группы The Go-Go's.
  - В Лондоне, у супружеской пары Оззи и Шэрон Осборнов родилась вторая дочь Келли.
- 29 октября — В Москве на Новодевичьем кладбище состоялась церемония перезахоронения праха выдающегося русского певца Фёдора Ивановича Шаляпина, скончавшегося в Париже в 1938-м году.
- 8 ноября — Егор Летов и Константин Рябинов образовали в Омске панк-группу «Гражданская оборона».
- 20 ноября — Майкл Джексон удостоился звезды на голливудской «Аллее славы», непосредственно напротив Китайского театра Граумана. На церемонию заложения звезды пришла пятитысячная толпа зевак, Джексон же пробыл на ней всего лишь около трёх минут, а затем по просьбе службы безопасности был вынужден покинуть её во избежание возможной давки.
- 28 ноября — В Лондонском «Палладиуме» прошёл благотворительный концерт «Призови солнечный свет (Bring Me Sunshine)» посвящённый памяти английского комика Эрика Морекамба, включая музыкальные номера от Деса О’Коннора, Эрни Уайза а также «Kenny Ball & His Jazzmen».
- 29 ноября (по другим данным 3 декабря) — Благотворительная супергруппа «Band Aid» (куда вошли такие исполнители, как: Пол Янг, Бой Джордж, Фил Коллинз, Джордж Майкл, Саймон Ле Бон, Стинг, Тони Хедли, Боно, Пол Уэллер и др.), созданная Бобом Гелдофом и вокалистом «Ultravox» Мидж Юром выпустила сингл «Do They Know It's Christmas?».
- 8 декабря — Вокалист «Mötley Crüe» Винс Нил и барабанщик «Hanoi Rocks» Николас «Раззл» Дингли, будучи в состоянии алкогольного опьянения попали в автомобильную аварию. Раззл погиб на месте, а Нил был задержан полицией.
- 9 декабря — «The Jacksons» закончили своё пятимесячное турне «Victory» тур, отыграв последний из шести концертов на «Доджер-стэдиум» в Лос-Анджелесе. Общий доход от гастролей, включивших в себя 55 концертов составил 75 миллионов долларов, установив тем самым рекорд, как самый прибыльный тур на то время.
- 10 декабря — В Нью-Йорке состоялась премьера криминальной ретро-драмы «Клуб «Коттон»». Том Уэйтс исполнил в фильме небольшую роль второго плана — интертейнера Ирвинга Старка.
- 13 декабря — На концерте в Сиднее (Австралия) Джордж Харрисон присоединился к «Deep Purple» в качестве гитариста во время исполнения ими песни Литтл Ричарда «Lucille».
- 14 декабря — Премьера в США, Австралии и Германии (ФРГ) фантастического боевика «Дюна». Стинг сыграл в этом фильме роль Фейд-Рауты Харконнена.
  - Премьера в США фантастического боевика «Бунт роботов». Лента привлекает к себе внимание участием в ней Джина Симмонса в главного отрицательной роли, а также певицы и танцовщицы Синтии Роудс в роли офицера полиции.
- 15 декабря — Австралийская актриса и певица Оливия Ньютон-Джон вышла замуж за актёра Мэтта Латтанци.
- 31 декабря — Возвращаясь к себе домой в Шеффилд на празднование Нового Года, барабанщик «Def Leppard» Рик Аллен в результате неудачного обгона врезался в каменную стену. Из-за непристегнутого ремня безопасности Рика выбросило из машины и оторвало левую руку.

## Образовавшиеся группы
- Bad Boys Blue
- Blind Guardian
- Bruce Hornsby and the Range
- The Connells
- Fine Young Cannibals
- Helloween
- Héroes del Silencio
- KMFDM
- Living Colour
- Mayhem
- Modern Talking
- The Offspring
- The Outfield
- The Power Station
- Sepultura
- Soundgarden
- The Stone Roses
- VideoKids
- Ultramagnetic MCs
- Warrant
- Бэд Бойз
- Гражданская Оборона
- Телевизор

## Распавшиеся группы
- Arabesque
- Blotto
- Foghat (впоследствии воссоединились 1986-м году)
- Soft Cell (позже воссоединились в 2001-м году)
- The Waitresses
- Crass (чей распад был спланирован за годы до осуществления и сам по себе являлся отсылкой на известный одноимённый роман.
- Отдел самоискоренения (позже воссоединилась в 2014 году)

## Выпущенные альбомы
См. также категорию музыкальных альбомов 1984 года.
- Диалог (Валерий Леонтьев)
- Премьера (Валерий Леонтьев)
- 1984 (Van Halen)
- About Face (Дэвид Гилмор, LP, 27 марта)
- Against All Odds (Фил Коллинз, сингл, февраль)
- Animalize (Kiss)
- Apocalyptic Raids (Hellhammer, EP)
- At War with Satan (Venom)
- Bathory (Bathory)
- Defenders of the Faith (Judas Priest)
- Dirty Fingers (Гэри Мур)
- Discovery (Mike Oldfield)
- Forever Young (Alphaville)
- Hail to England (Manowar)
- Haunting the Chapel (Slayer, EP)
- Identity (Zee, LP)
- I miei americani (Адриано Челентано)
- In The Sign Of Evil (Sodom, EP)
- Like A Virgin (Madonna)
- Limping for a Generation (The Blow monkeys)
- Love at First Sting (Scorpions)
- Milk and Honey (Джон Леннон, Йоко Оно)
- Morbid Tales (Celtic Frost, EP)
- No Remorse (Motörhead)
- Opium (KMFDM)
- Overkill (Overkill, EP)
- Powerslave (Iron Maiden)
- Perfect Strangers (Deep Purple)
- Reckoning (R.E.M.)
- Red Hot Chili Peppers (Red Hot Chili Peppers, LP)
- Ride the Lightning (Metallica)
- Sentence of Death (Destruction, EP)
- Sign of the Hammer (Manowar)
- Some Great Reward (Depeche Mode)
- Stay Hungry(Twisted Sister)
- The Pros and Cons of Hitch Hiking (Roger Waters, LP, 8 мая)
- The Works (Queen)
- Tonight (Дэвид Боуи)
- Three of a Perfect Pair (King Crimson)
- Under Wraps (Jethro Tull)
- Автоматический комплект (альбом) — album, Yury Chernavsky
- Радио (Карнавал, магнитоальбом)
- Начальник Камчатки (Кино)
- Ихтиология (Аквариум)
- День Серебра (Аквариум)
- Кисилёв (ДК)
- Бога нет (ДК)
- Маленький принц (ДК)
- Стриженая умная головка (ДК)
- Второе апреля (ДК)
- Периферия (ДДТ)
- Sophisticated Boom Boom (Dead or Alive)
- Strange Frontier (Роджер Тейлор)
- Give My Regards To Broad Street (Paul McCartney)
- W.A.S.P. (W.A.S.P.)
- Вези меня, извозчик (Александр Новиков)
- Кинематограф (Пламя)
- Крематорий II (Крематорий)
- Танец волка (Пикник) магнитоальбом
- Путь домой (Земляне) магнитоальбом

## Лучшие песни года

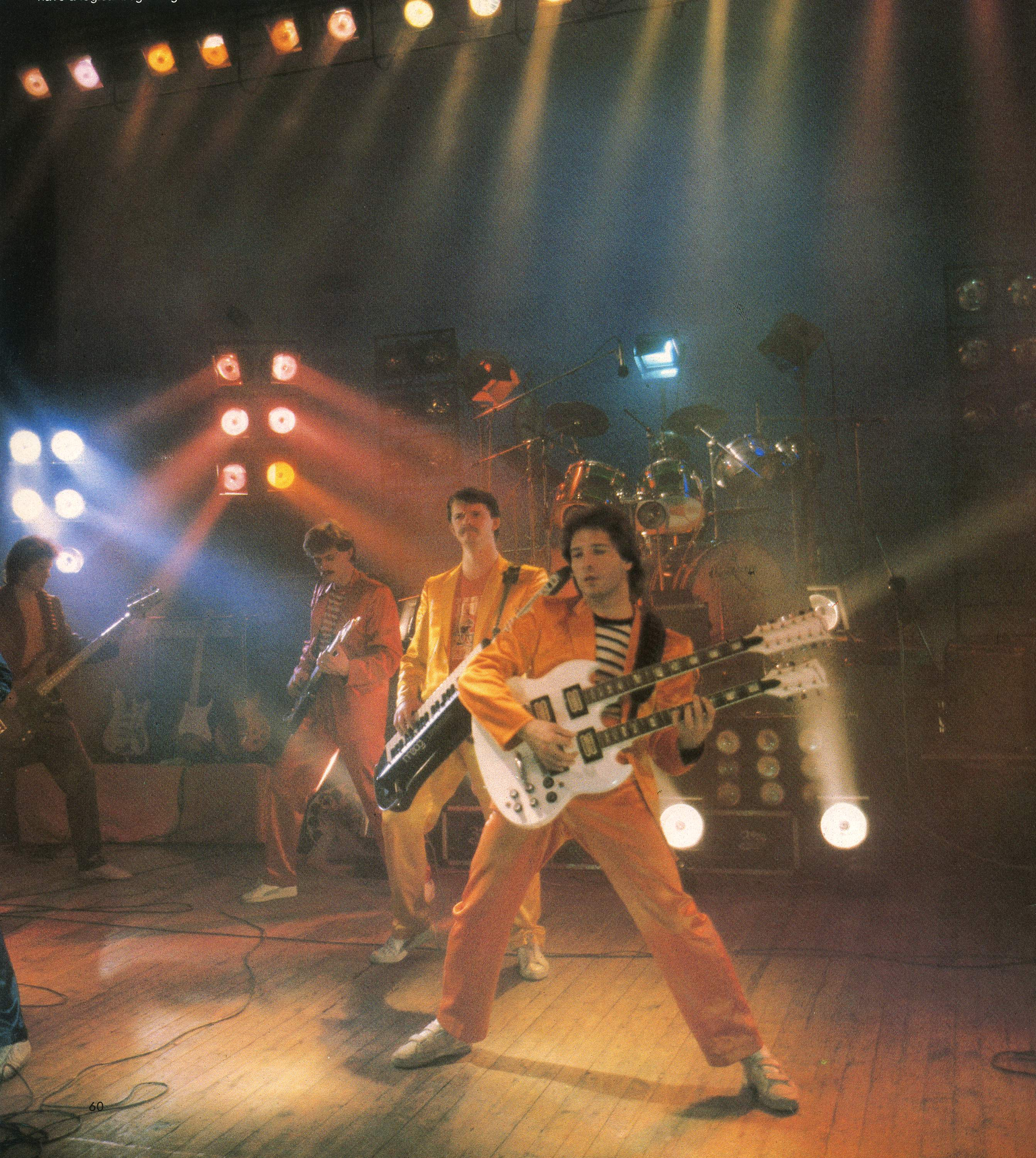
Группа «Земляне», фото журнала
«Soviet Life» (США) октябрь 1984

- «When Doves Cry» и «Purple Rain» (обе — Принс)
- «Born in the USA» (Брюс Спрингстин)
- «What’s Love Got to Do with It» (Тина Тёрнер)
- «Pride (in the Name of Love)» (U2)
- «The Boys of Summer» (Дон Хенли из The Eagles)
- «William It Was Really Nothing» (The Smiths)
- «I Want to Know What Love Is» (Foreigner)
- "Still Loving You " (Scorpions)
- "I Want To Break Free " (Queen)

## Лучшие песни года СССР
- «Путь домой», «Цепочка» (Земляне)

## Продажи
- Самый продаваемый альбом в США (Billboard Top 200) — «Thriller» (Майкл Джексон)
- Самый продаваемый альбом в Великобритании — «Can’t Slow Down» (Лайонел Ричи)
- Самый продаваемый сингл в США (Billboard Hot 100) — «When Doves Cry» (Принс), второе место — «What’s Love Got to Do with It» (Тина Тёрнер), третье место — «Say Say Say» (Пол Маккартни и Майкл Джексон)
- Самый продаваемый сингл в Великобритании — «Do They Know It’s Christmas?» (благотворительная запись)

## Награды
- «Грэмми» за альбом года — Лайонел Ричи за «Can’t Slow Down»
- «Грэмми» за запись года — Тина Тёрнер за «What’s Love Got to Do with It?»
- «Грэмми» за песню года — «What’s Love Got to Do with It?»
- Группа «Земляне» стала лауреатом всесоюзного телевизионного конкурса «Песня Года — 84» (с песней «Цепочка»).
- Группа «Земляне» стала Группой года № 1 по версии «Хит-парада „Звуковой дорожки“» газеты «Московский комсомолец».

### Зал славы авторов песен
- Ричард Адлер[1]
- Бенни Бенджамин[англ.][2]
- Джордж Дэвид Вайс[3]
- Норман Гимбел[4]
- Нил Даймонд[5]
- Генри Манчини[6]
- Масео Пинкард[англ.][7]
- Билли Стрэйхорн[8]
- Эл Хоффман[9]

Награда Сэмми Кана за жизненные достижения:
- Бенни Гудмен[10]

### Зал славы кантри
- Ральф Пир[англ.][11]
- Флойд Тиллмен[англ.][12]

## Родились
- 22 марта — Тара Симмонс (ум. 2019) — австралийская певица, автор песен, клавишница и виолончелистка.
- 8 апреля — Рома Жиган — российский рэпер и бывший осуждённый грабитель.
- 6 мая — Азагайя (ум. 2023) — мозамбикский рэпер и общественный деятель.
- 1 июля — Паша Техник (ум. 2025) — российский рэпер, лидер и сооснователь рэп-группы Kunteynir.
- 16 сентября — Кэти Мелуа — британская певица и музыкант грузинского происхождения.
- 25 сентября — Шерин Андерсон — ямайская певица, актриса и автор песен.
- 27 сентября — Аврил Лавин — канадская певица, автор песен, дизайнер и актриса.
- 3 октября — Эшли Симпсон — американская актриса, певица и танцовщица.
- 4 октября — Елена Катина — российская певица, вокалистка группы «Тату».
- 19 октября — Таир Гатауов (ум. 2020) — казахстанский артист балета.
- 22 октября — Анка Поп (ум. 2018) — румынская и канадская певица, музыкант и автор песен.
- 25 октября — Кэти Перри — американская певица, композитор, автор песен и актриса.
- 1 декабря — Йоланди Фиссер — южноафриканская певица и актриса, вокалистка рэп-рейв-группы Die Antwoord.
- 22 декабря — Бэйсхантер — шведский певец, продюсер и диджей

## Скончались
- 1 января — Алексис Корнер (55) — британский певец и гитарист
- 13 января — пропал без вести Георгий Ордановский (признан умершим в 2001) — советский рок-музыкант и автор песен, лидер группы «Россияне»
- 21 января — Джеки Уилсон (49) — американский певец
- 1 марта — Петерис Сиполниекс (70) — советский латышский органист и педагог
- 5 марта — Хисао Танабэ (100) — японский музыковед и педагог
- 1 апреля — Марвин Гэй (44) — американский певец и музыкант
- 9 июня — Даниил Френкель (77) — советский композитор, дирижёр и пианист
- 17 июня — Сигизмунд Кац (76) — советский композитор
- 25 июля — Биг Мама Торнтон (57) — американская певица и автор песен
- 12 августа — Ленни Бро[англ.] (43) — канадский и американский певец и автор песен
- 17 сентября — Юрий Визбор (50) — советский автор-исполнитель песен и поэт
- 29 сентября — Иосиф Абрамис (65) — советский хормейстер, дирижёр и музыкальный педагог
- 26 ноября — Фернандо Корена (67) — швейцарский и итальянский оперный певец (бас)
- 8 декабря — Николас «Раззл» Дингли[англ.] (24) — британский музыкант, барабанщик группы Hanoi Rocks